# Vladimír Weiss (futbolista nacido en 1939)
Vladimír Weiss (Vrútky, 21 de septiembre de 1939-23 de abril de 2018) fue un entrenador y futbolista eslovaco. Su hijo y su nieto, del mismo nombre los tres, se convirtieron posteriormente en futbolistas.
Fue medallista olímpico al lograr la plata en los Juegos Olímpicos de Tokio 1964.

## Clubes
- FK Inter Bratislava (1958-1969)
- Baník Prievidza
- Trnavka